# Rachicerus bicolor
Rachicerus bicolor är en tvåvingeart som först beskrevs av Enrico Adelelmo Brunetti 1912.  Rachicerus bicolor ingår i släktet Rachicerus och familjen vedflugor.
Artens utbredningsområde är Sri Lanka. Inga underarter finns listade i Catalogue of Life.